# Peter Fieber
Peter Fieber (Bratislava, 16 de maio de 1964) é um ex-futebolista profissional eslovaco que atuava como defensor.

## Carreira
Peter Fieber fez parte do elenco da Tchecoslováquia na Copa do Mundo de 1990.